# Mendoza
Mendoza este un oraș în vestul Argentiniei. 

## Personalități născute aici
- Antonio di Benedetto (1922 - 1986), scriitor;
- Julio Le Parc (n. 1928), artist cinetist;
- Lucas Masoero (n. 1995), fotbalist;
- Gianella Palet (n. 2001), sportivă la hochei pe iarbă.